# Vitaliy Savin
Pour les articles homonymes, voir Savin (homonymie).
Vitaliy Savin (en russe Виталий Анатольевич Савин, né le 23 janvier 1966 à Djezkazgan) est un athlète soviétique, de nationalité kazakhe, spécialiste du sprint.

## Biographie
Vitaliy Savin a été champion olympique du relais 4 × 100 mètres en 1988 à Séoul, avec l'Union soviétique.
En 1992, il est vice-champion d'Europe en salle du 60 mètres à Gênes et il est 5e aux Jeux olympiques de Barcelone avec Pavel Galkin, Edvin Ivanov, Andrey Fedoriv au sein de l'Équipe unifiée de l’ex-URSS en 38 s 17.

## Performances
Son meilleur temps sur 100 mètres est de 10 s 08, performance réalisée à Linz, (Autriche) en août 1992. La même année, il court le 60 m en 6 s 51.

## Palmarès
- Jeux olympiques d'été de 1988 :
  -  : Relais 4 × 100 mètresn 1988 à Séoul (Corée du Sud)